# Kurdwanów
Kurdwanów – obszar Krakowa wchodzący w skład Dzielnicy XI Podgórze Duchackie. Kurdwanów do roku 1941 istniał jako wieś nad dopływem Wilgi, położona na skraju Pogórza Wielickiego.
Ważną częścią obszaru jest osiedle Kurdwanów Nowy, składające się w większości z bloków mieszkalnych. Osiedle to  jest jedną z największych „sypialni” miasta, dogodnie połączoną z centrum linią Krakowskiego Szybkiego Tramwaju. Osiedle zamieszkuje ponad 20 tys. mieszkańców.

## Historia
Na terenie Kurdwanowa natrafiono na ślady osadnictwa z neolitu i wczesnego średniowiecza. Wieś lokowano na prawie niemieckim najprawdopodobniej w XIV w. Przez wieki był własnością zakonną, później szlachecką i mieszczańską. Pierwsza historyczna wzmianka na temat miejscowości pochodzi z roku 1252. Mówi o sprzedaży wsi Curduanov klasztorowi Cystersów w Szczyrzycu przez norbertanki ze Zwierzyńca. Z kolei w aktach lokacyjnych sąsiedniej Woli Duchackiej wieś wspomniana jest pod nazwą Kurdybanów. Jednym z właścicieli Kurdwanowa Górnego był Józef Szujski.
W 1941 r. wieś włączono wraz z sąsiednimi Piaskami Wielkimi i Wolą Duchacką do Krakowa. W 1982 r. na granicy Woli Duchackiej i Kurdwanowa zaczęto wznosić wielkie osiedle mieszkaniowe, które przyjęło nazwę Kurdwanów Nowy.

## Komunikacja
Kurdwanów leży na skrzyżowaniu kilku szlaków komunikacyjnych Krakowa, dlatego mimo stosunkowo dużego oddalenia od centrum, jest dobrze skomunikowany m.in. ulicą Łużycką, Nowosądecką, Jugowicką lub ulicą Jerzego Turowicza przez Łagiewniki. Szczególnie dogodny jest też wyjazd z Krakowa w kierunku Zakopanego oraz Tarnowa (wyjazd na Autostradę A4). Docierają tu liczne linie autobusowe i tramwajowe.
Do osiedla można dojechać tramwajami MPK Kraków nr: 10, 11, 24 oraz 50, autobusami nr: 133, 135, 174, 179, 204, 224 oraz 610.  
Na osiedlu jest szereg parkingów począwszy od przyblokowych po parkingi strzeżone, których jest pięć. Istnieją garaże wolno stojące i znajdujące się w budynkach mieszkalnych i użytkowych.  Komunikacja wewnątrz osiedla przeznaczona jest dla samochodów do 2,5 t z wyjątkiem służb miejskich oraz zaopatrzenia. Ulice Witosa, Wysłouchów, Bojki, Halszki, Stojałowskiego są własnością miasta, a pozostałe należą do zasobów spółdzielni. Wprowadzone zostały ograniczenia prędkości (strefa ograniczonej prędkości, strefy zamieszkania) jak i ograniczenia wjazdu w niektóre miejsca (bramy, słupki).

## Tereny zielone i rekreacja
W środkowej części osiedla rozciąga się Park Kurdwanowski (jeden z 41 parków na terenie miasta) o powierzchni około 4,2 ha, wyposażony w ławki i plac zabaw dla dzieci. Obszar parku i teren wokół budynków obsadzone są drzewami oraz zielenią niską. 
Co roku organizowany jest na terenie parku festyn "Jesień Kurdwanowska". Odbywają się wtedy zawody dla dzieci: biegi przełajowe, wyścigi rowerowe itp. Występują kabarety, organizowane są różnorakie zabawy. Wieczorem występują gwiazdy znane z radia i telewizji. Podczas kolejnych edycji festynu można było zobaczyć i usłyszeć między innymi takich wykonawców, jak: Krzysztof Krawczyk, Eleni, Tercet Egzotyczny, Skaldowie, Andrzej Sikorowski, Maryla Rodowicz, Leszcze, Maciej Maleńczuk. Impreza kończy się zawsze pokazem sztucznych ogni.
Na osiedlu istnieją trzy korty tenisowe oraz boiska do gry w siatkówkę i koszykówkę, w realizacji jest też (pełnowymiarowe) boisko do gry w piłkę nożną. W południowo-wschodniej części osiedla znajduje się basen sześciotorowy o długości 25 m. Na terenie osiedla istnieje zadaszone centrum sportowe z kortami tenisowymi i rampami do zjazdów, zlokalizowane między blokami na ul. Bojki.

## Edukacja
Na terenie Kurdwanowa znajduje się Biblioteka Kraków – Filia 39 (ul. Halszki 1). Swoją działalność rozpoczęła 21 listopada 1985 roku jako filia nr 9 Podgórskiej Biblioteki Publicznej. Położona jest w centrum osiedla Kurdwanów Nowy, jest biblioteką trzyoddziałową (oddział dla dzieci, oddział dla dorosłych oraz czytelnia). Na terenie Kurdwanowa znajduje się wiele placówek oświatowych, m.in. Szkoła Podstawowa nr 162 im. Władysława Szafera, Szkoła Podstawowa nr 164 im. bł. Franciszki Siedliskiej, Szkoła Podstawowa nr 149 im. Marszałka Józefa Piłsudskiego, Liceum XXIX im. Krzysztofa Kieślowskiego.

## Infrastruktura
Liczne sklepy, hipermarkety, większe dyskonty i zakłady usługowe pozwalają mieszkańcom Kurdwanowa na swobodne zaopatrzenie się w produkty i korzystanie z usług wszelkiego rodzaju. W obrębie Kurdwanowa znajduje się parafia p.w. Podwyższenia Krzyża Świętego. Na osiedlu jest również przedszkole, korty tenisowe, dom kultury, poczta, administracja, banki, niepubliczny zakład opieki zdrowotnej oraz basen, który został oddany do użytku w maju 2008 roku.

## Galeria

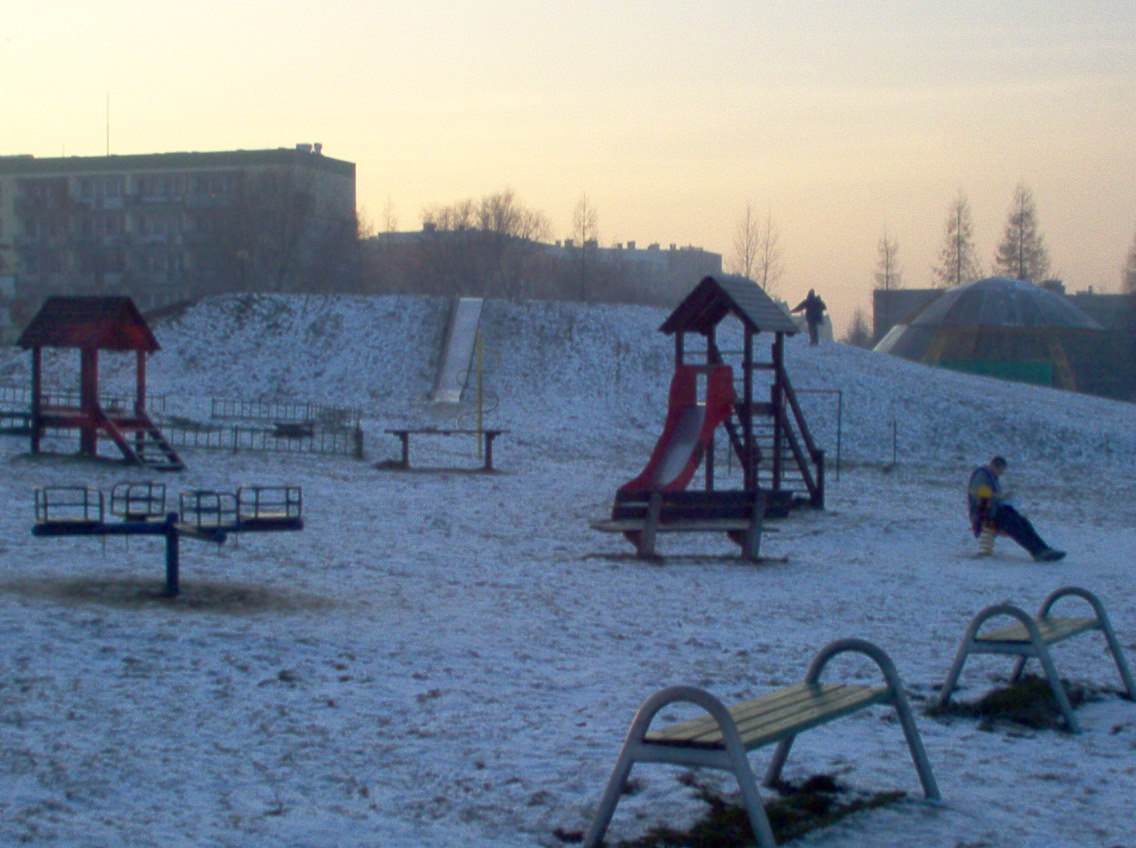
Park Kurdwanowski
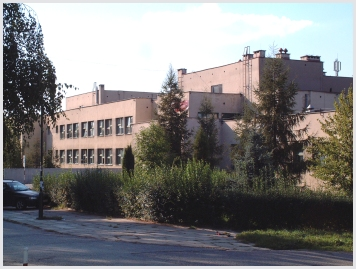
Szkoła Podstawowa nr 149
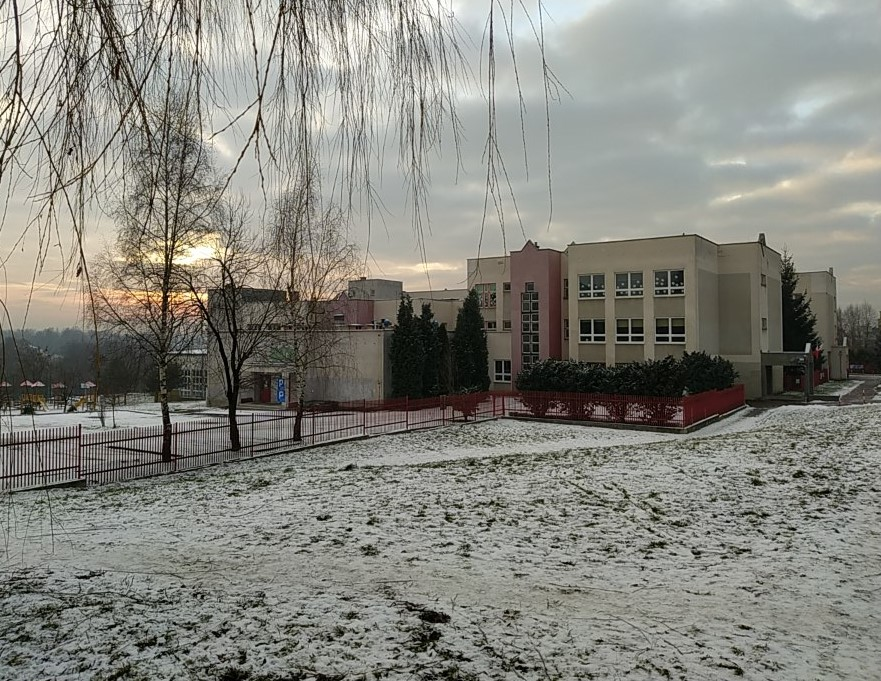
Szkoła Podstawowa nr 162
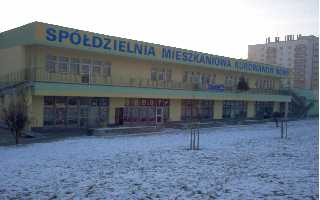
Spółdzielnia Mieszkaniowa
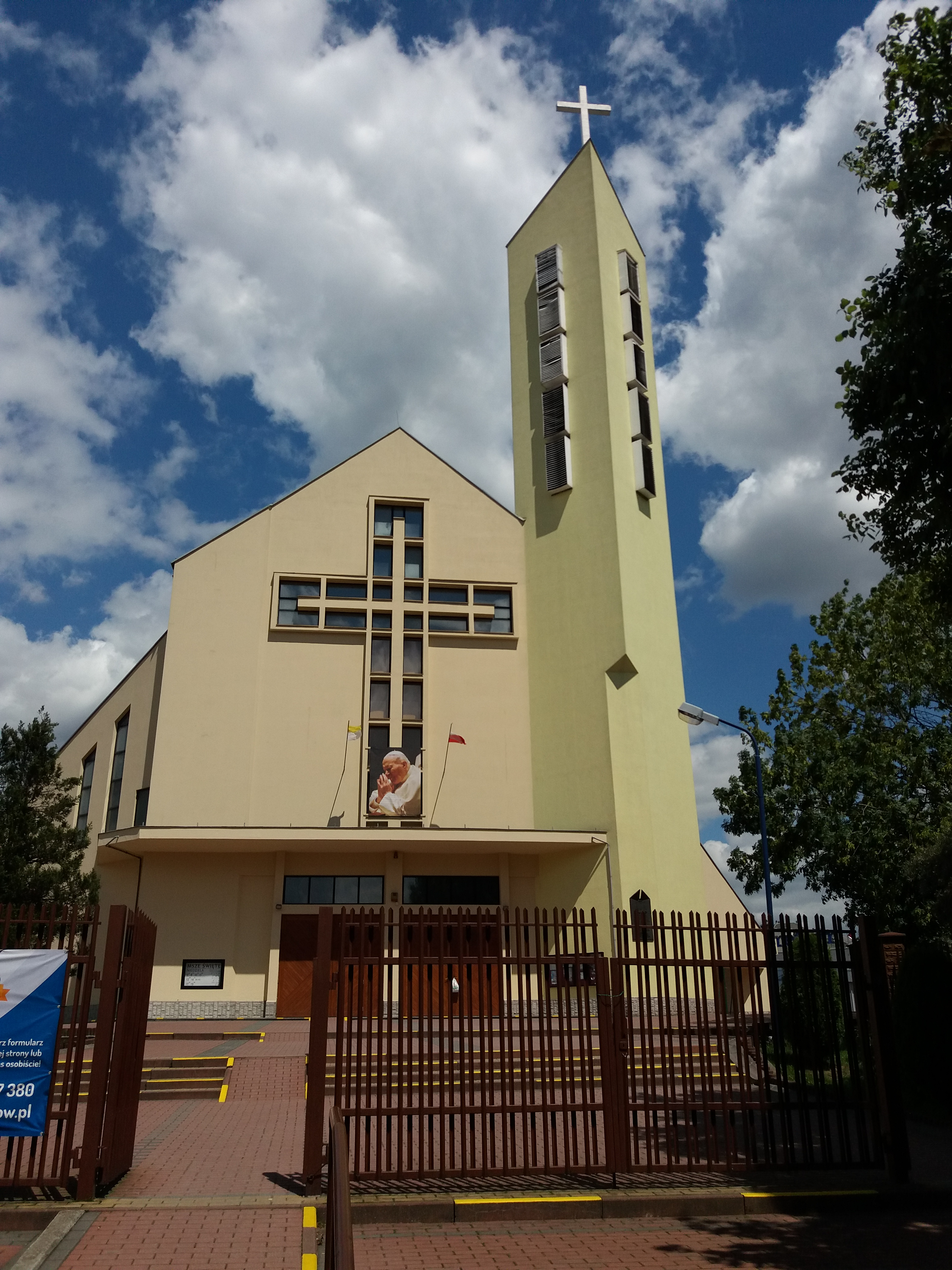
Kościół na Kurdwanowie